# Van Nest Polglase
Van Nest Polglase (né le 25 août 1898 à Brooklyn, New York et mort le 20 décembre 1968 à Los Angeles, Californie) est un directeur artistique et décorateur de cinéma américain.
Il a été nommé six fois aux Oscars de la meilleure direction artistique

## Filmographie partielle

### Comme directeur artistique
- 1925 : Vedette (Stage Struck) d'Allan Dwan
- 1929 : Indomptée (Untamed) de Jack Conway
- 1932 : The Animal Kingdom d'Edward H. Griffith et George Cukor
- 1933 : King Kong de Merian C. Cooper et Ernest B. Schoedsack
- 1933 : Haute Société (Our Betters) de George Cukor
- 1933 : Le Phalène (Christopher strong) de Dorothy Arzner
- 1933 : Ann Vickers de John Cromwell
- 1933 : La Chaîne d'argent (The Silver Cord) de John Cromwell
- 1933 : Les Quatre filles du docteur March (Little women) de George Cukor
- 1933 : Carioca (Flying Down to Rio) de Thornton Freeland
- 1934 : Deux tout seuls (Two Alone) d'Elliott Nugent
- 1934 : Mademoiselle Hicks (Spitfire) de John Cromwell
- 1934 : This Man Is Mine de John Cromwell
- 1934 : Stingaree de William A. Wellman
- 1934 : La Femme la plus riche du monde (The Richest Girl in the World) de William A. Seiter
- 1934 : La Joyeuse Divorcée (The Gay Divorcee) de Mark Sandrich
- 1934 : Le Petit Ministre (The Little Minister) de Richard Wallace
- 1935 : Roberta de William A. Seiter
- 1935 : Village Tale de John Cromwell
- 1935 : L'Étoile de minuit (Star of Midnight) de Stephen Roberts
- 1935 : Les Trois Mousquetaires (The Three Musketeers) de Rowland V. Lee et Otto Brower
- 1935 : Seven Keys to Baldpate de William Hamilton et Edward Killy
- 1935 : Cœurs brisés (Break of hearts) de Philip Moeller
- 1935 : Sylvia Scarlett de George Cukor
- 1935 : Jalna de John Cromwell
- 1935 : Désirs secrets (Alice Adams) de George Stevens
- 1935 : Le Danseur du dessus (Top Hat) de Mark Sandrich
- 1936 : Chatterbox, de George Nichols Jr.
- 1936 : Carolyn veut divorcer (The Bride Walks Out) de Leigh Jason
- 1936 : L'Homme nu (Love on a Bet) de Leigh Jason
- 1936 : Sur les ailes de la danse (Swing Time) de George Stevens
- 1936 : Le Mystère de Mason Park (Two in the Dark) de Benjamin Stoloff
- 1936 : Marie Stuart ('Mary of Scotland) de John Ford
- 1936 : Mon ex-femme détective (The Ex-Mrs. Bradford) de Stephen Roberts
- 1936 : La Rebelle (A woman rebels) de Mark Sandrich
- 1936 : Révolte à Dublin (The Plough and the Stars) de John Ford
- 1936 : Adieu Paris, bonjour New York (That Girl from Paris) de Leigh Jason
- 1937 : La Ville de l'or (The Outcasts of Poker Flat) de Christy Cabanne
- 1937 : Pour un baiser (Quality street), de George Stevens
- 1937 : L'Entreprenant Monsieur Petrov (Shall We Dance) de Mark Sandrich
- 1937 : Flight from Glory de Lew Landers
- 1937 : Vol de zozos (High Flyers) d'Edward F. Cline
- 1937 : SOS vertu ! (Wise Girl) de Leigh Jason
- 1937 : Pension d'artistes (Stage Door) de Gregory La Cava
- 1937 : Déjeuner pour deux (Breakfast for Two) d'Alfred Santell
- 1937 : Les Démons de la mer (Sea Devils) de Benjamin Stoloff
- 1937 : Michel Strogoff (The Soldier and the Lady) de George Nichols Jr.
- 1937 : Une demoiselle en détresse (Damsel in Distress) de George Stevens
- 1938 : L'Impossible Monsieur Bébé (Bringing up Baby) de Howard Hawks
- 1938 : Quelle joie de vivre (Joy of living) de Tay Garnett
- 1938 : Mariage incognito (Vivacious Lady) de George Stevens
- 1938 : Radio City Revels de Benjamin Stoloff
- 1938 : Amanda (Carefree) de Mark Sandrich
- 1938 : Vacances payées (Having Wonderful Time) d'Alfred Santell
- 1938 : The Renegade Ranger de David Howard
- 1938 : Gangster d'occasion (Co Chase Yourself) d'Edward F. Cline
- 1938 : Miss Manton est folle (The Mad Miss Manton) de Leigh Jason
- 1939 : Gunga Din de George Stevens
- 1939 : La Grande Farandole (The Story of Vernon and Irene Castle) de H. C. Potter
- 1939 : Mademoiselle et son bébé (Bachelor Mother) de Garson Kanin
- 1939 : Career de Leigh Jason
- 1939 : L'Autre (In Name Only) de John Cromwell
- 1939 : Five Came Back de John Farrow
- 1939 : La Fille de la Cinquième Avenue (ou Un ange en tournée) (5th Avenue Girl) de Gregory La Cava
- 1939 : Quasimodo (The Hunchback of Notre-Dame) de William Dieterle
- 1939 : Elle et lui (Love affair) de Leo McCarey
- 1940 : L'Angoisse d'une nuit (Vigil in the Night), de George Stevens
- 1940 : Le Lys du ruisseau (Primrose Path) de Gregory La Cava
- 1940 : Chantez, dansez, mes belles ! (Dance, Girl, Dance) de Dorothy Arzner
- 1940 : Mon épouse favorite (My favourite wife) de Garson Kanin
- 1940 : Kitty Foyle de Sam Wood
- 1941 : Joies matrimoniales (Mr. & Mrs. Smith) d'Alfred Hitchcock
- 1941 : Citizen Kane d'Orson Welles
- 1941 : Le Faucon gentleman détective (The Gay Falcon) d'Irving Reis
- 1941 : Hurry, Charlie, Hurry de Charles E. Roberts
- 1941 : Ses trois amoureux (Tom Dick and Harry) de Garson Kanin
- 1944 : Coup de foudre (Together again) de Charles Vidor
- 1945 : La Chanson du souvenir (A song to remember) de Charles Vidor
- 1945 : She Wouldn't Say Yes d'Alexander Hall
- 1946 : Gilda de Charles Vidor
- 1954 : La Reine de la prairie (Cattle Queen of Montana) d'Allan Dwan
- 1954 : Tornade (Passion) d'Allan Dwan
- 1955 : Les Rubis du prince birman (Escape to Burma) d'Allan Dwan
- 1956 : Deux Rouquines dans la bagarre (Slightly Scarlet) d'Allan Dwan
- 1957 : Le Bord de la rivière (The River's Edge) d'Allan Dwan